# Sminthopsis douglasi
Sminthopsis douglasi е вид бозайник от семейство Торбести мишки (Dasyuridae). Видът е почти застрашен от изчезване.

## Разпространение
Разпространен е в Австралия (Куинсланд).